# Critères de Hill
Les critères de Bradford Hill, aussi connus sous le nom de critères de Hill pour la causalité, sont un groupe de conditions minimales pour fournir une preuve adéquate d'une relation causale entre deux événements. Ils ont été établis par l'épidémiologiste anglais Sir Bradford Hill (1897-1991) en 1965 dans le cadre de la controverse sur la fumée de tabac comme source de cancer du poumon.

## Critères
Une simple corrélation n'est pas synonyme de causalité.
La liste des critères est :
1. Force de l'association (plus l'ampleur des effets liés à l'association est importante, plus un lien causal est probable, même si un faible effet n'implique pas une absence de lien de causalité) ;
2. Stabilité de l'association (sa répétition dans le temps et l'espace, les mêmes observations sont réalisées dans différentes populations)
3. Cohérence (l'association est en lien, cohérente avec la connaissance actuelle) ;
4. Spécificité (une cause produit un effet particulier dans une population particulière en l'absence d'autres explications) ;
5. Relation temporelle (temporalité). Les causes doivent précéder les conséquences ;
6. Relation dose-effet (une plus large dose mène à un plus large effet);
7. Plausibilité (plausibilité biologique, possibilité d'expliquer les mécanismes impliqués) ;
8. Preuve expérimentale (chez l'animal ou chez l'homme) ;
9. Analogie (analogie de l'association observée avec d'autres relations causales).

Malgré cela, Bradford Hill avançait ces critères comme des « aides à la réflexion » permettant d'établir si une hypothèse est plutôt raisonnable et non pas comme une liste à cocher pour attribuer ou non un lien de causalité à des événements.

## Débat en épidémiologie moderne
Les critères de Hill sont toujours largement acceptés dans l'épidémiologie moderne. On a proposé récemment une formulation plus simple en médecine factuelle en formant trois catégories qui expliqueraient la causalité : direct[pas clair], mécanisme, preuve parallèle.
Certains auteurs notent néanmoins que certains de ces critères sont problématiques ; par exemple la plausibilité car il est toujours possible d'inventer une explication à un phénomène, même si celle-ci est peu crédible, au moyen seul de la logique et d'un esprit créatif. La relation dose-effet peut également être difficile à observer, par exemple lorsque le corps humain compense la présence d'un médicament en faibles quantités et seulement à partir d'un certain seuil réagit différemment. Les analogies partant de l'efficacité d'un traitement pour anticiper l'efficacité d'un dérivé au mécanisme semblable sont également rarement fiables. Ces observations ont mené John Ioannidis, auteur de Why Most Published Research Findings Are False, à recommander de se fier préférablement à trois de ces critères : la preuve expérimentale, la relation temporelle et l'uniformité des résultats au fil des expériences.